# Jean-Claude Brondani
Jean-Claude Brondani (ur. 2 lutego 1944 w Houilles) – francuski judoka. Brązowy medalista olimpijski z Monachium.
Zawody w 1972 były jego jedynymi igrzyskami olimpijskimi. Po medal sięgnął w wadze open, w wadze ciężkiej zajął piąte miejsce. Trzykrotnie stawał na podium mistrzostw Europy (srebro w 1972, brąz w 1964 - amatorów i 1970). Zdobył szereg medali na mistrzostwach Francji, w tym sześciokrotnie zostawał mistrzem kraju.